# Campionato bosniaco di calcio a 5
Il Campionato di calcio a 5 della Bosnia ed Erzegovina è la massima competizione bosniaca di calcio a 5 organizzata dalla Federazione calcistica della Bosnia ed Erzegovina.

## Storia
Il campionato bosniaco si svolge ininterrottamente dalla stagione 1994-1995. Articolato per quasi due decenni in gironi federali che definivano le partecipanti alla fase finale nazionale, è particolarmente incerto. La squadra più titolata è il Mostar-SG con 5 titoli nazionali, seguita dal Kaskada con quattro. Il Kaskada è stata inoltre la formazione bosniaca che ha ottenuto i migliori piazzamenti europei, con la partecipazione al girone di qualificazione alle semifinali della Coppa UEFA 2001-2002. A partire dalla stagione 2013-2014 la massima serie, denominata "Premijer futsal liga", è organizzata su base nazionale.

## Albo d'oro

### Campionati federali
| Stagione  | Campionati        | Campionati     | Campionati        |
| Stagione  | FBiH              | RSBiH          | Play-off          |
| --------- | ----------------- | -------------- | ----------------- |
| 1994-1995 | Partizan Sarajevo | sconosciuta    | non disputati     |
| 1995-1996 | Treka Tuzlanska   | sconosciuta    | non disputati     |
| 1996-1997 | Bihać             | sconosciuta    | non disputati     |
| 1997-1998 | Bosna Kompred     | sconosciuta    | non disputati     |
| 1998-1999 | Kaskada           | sconosciuta    | non disputati     |
| 1999-2000 | Banovići          | sconosciuta    | non disputati     |
| 2000-2001 | Kaskada           | sconosciuta    | non disputati     |
| 2001-2002 | Karaka            | sconosciuta    | non disputati     |
| 2002-2003 | Seljak            | sconosciuta    | Kaskada           |
| 2003-2004 | Karaka            | sconosciuta    | non disputati     |
| 2004-2005 | Karaka            | Leotar         | Karaka            |
| 2005-2006 | Seljak            | Banja Luka     | Partizan Sarajevo |
| 2006-2007 | Kaskada           | Banja Luka     | Kaskada           |
| 2007-2008 | Orlić Sarajevo    | Leotar         | Orlić Sarajevo    |
| 2008-2009 | Orlić Sarajevo    | Leotar         | Leotar            |
| 2009-2010 | Orlić Sarajevo    | Doboj          | Orlić Sarajevo    |
| 2010-2011 | Brotnjo           | Leotar         | Leotar            |
| 2011-2012 | Comunicare Mostar | Leotar         | Leotar            |
| 2012-2013 | Centar Sarajevo   | Tango Sarajevo | Tango Sarajevo    |

### Campionato nazionale
- 2013-2014:  Centar Sarajevo (1)
- 2014-2015:  Centar Sarajevo (2)
- 2015-2016:  Centar Sarajevo (3)
- 2016-2017:  Mostar-SG (1)
- 2017-2018:  Mostar-SG (2)
- 2018-2019:  Mostar-SG (3)
- 2019-2020:  Salines (1)
- 2020-2021:  Mostar-SG (4)
- 2021-2022:  Mostar-SG (5)
- 2022-2023:  Radnik Bijeljina (1)

- 2023-2024:  Hercegovina (1)
- 2024-2025:

## Supercoppa
| Stagione | Vincitore | Finalista |
| -------- | --------- | --------- |
| 2002     | Karaka    | Kaskada   |